# 上文司家住宅
上文司家住宅（じょうもんじけじゅうたく）は、山梨県富士吉田市上吉田、北口本宮冨士浅間神社の門前に建つ明治時代の住宅。富士講の御師の住宅であり、2017年10月に国の登録有形文化財（建造物）に登録された。

## 概要
御師の住宅（宿坊）として代表的な建築物である。江戸時代に86軒連なった富士山北口（富士吉田市）御師住宅の一軒であり、上文司家が本住宅にて400年間御師を営んできた。
上文司家住宅は、北口本宮富士浅間神社の参道から続く通称富士みち（国道137号と国道139号の重複区間）の西、細長い敷地内に建つ。表通りに面した石柱門から、タツミチ（細長い通路）を進み、中門をくぐり、ヤーナ川（禊ぎを行う小川）を渡り、その先正面に建つ。建物は、母屋の後方に渡廊下で御神前が接続する。富士山御師の形式をよく残している。
一般的な富士山御師同様、単なる住宅ではなく、宿坊、御神前を備え、宿坊にて参拝者（登山者）に宿を提供し、世話を行い、御神前にて祈祷を行い、参詣者と神仏の仲立ちを行っていた。
上文司家住宅は、個人宅のため、非公開。 
御師上文司家18代目当主である上文司厚は、北口本宮冨士浅間神社の宮司を務めている。

## 歴史
御師上文司家は約400年続くと伝えられている。明治時代（1868〜1877年）に御師の上文司家により主屋が建てられた。保存状態が良く歴史的価値が高いため、2017年（平成29年）10月、国の登録有形文化財に登録された。